# Hermann Strack
Hermann Leberecht Strack (Berlin, 1848. május 6. – Berlin, 1922. október 5.) német protestáns hittudós.

## Életrajza
Berlinben született, egyetemi tanulmányait szülővárosában és Lipcsében végezte 1865-től 1870-ig. Néhány év múlva Berlinbe nevezték ki tanárnak; 1873–1876 között pedig a porosz kormány anyagi támogatása mellett Szentpéterváron folytatott kutatásokat. 1877-től a berlini egyetemnél működött, mint rendkívüli teológiai tanár.
1882. augusztus 12-én jelent meg a tiszaeszlári perről szóló szakvéleménye az Evangelische Kirchen-Zeitungban.
Strack azon kevés német protestáns teológusok egyike volt, akik az első világháború után is aktívan ellenezték az antiszemitizmust.

## Nevezetesebb művei
- Prolegomena critica in Vetero Testamentum hebraicum (1873)
- Katalog der hebräischen Bibelhandschriften in St.-Petersburg (1875, Harkowy-val együtt)
- Prophetarum posteriorum codex Babylonicus Petropolitanus (1876)
- A. Firkowitsch und seine Entdeckungen (1876)
- Vollständiges Worterbuch zu Xenophons Kyropädie (uo. 1881, 2. kiadás Berlin, 1888)
- Versöhnungstag (Berlin, 1888)
- Götzendienst (uo., 1888
- Sabbat (Lipcse, 1890)
- Hebräische Grammatik (Karlsruhe, 1883, 5. kiad. Berlin, 1893)
- Lehrbuch der neuhebräischen Sprache u. Litteratur (Siegfried K.-val együtt, 1884)
- Herr Adolf Stöcker, christliche Liebe und Wahrhaftigkeit (uo., 1885, 2. kiad. 1886)
- Einleitung in den Talmud (Lipcse, 1887, 2. kiad. 1894)
- Einleitung in das alte Testament (Nördlingen, 1883, 4. kiadás München, 1895)
- Hebr. Vokabularium für Anfänger (Berlin, 1889, 4. kiad. 1894)
- Der Blutaberglaube in der Menschheit, Blutmorde u. Blutritus (München, 1891, 4. kiad. 1892)
- Die Juden, dürfen sie Verbrecher von Religionswegen genannt werden? (Berlin, 1893)
- Kurzgefasster Kommentar zu den Schriften des Alten u. Neuen Testaments (Zocklerrel együtt, Nördlingen s München, 1886 óta)
- Porta linguarum orientalium (Berlin, 1885 óta)
- Abriss der biblischen aramäischen Grammatik (Lipcse, 1896)